# علي بك الكبير
علي بك الكبير (علي بك بلاط) هو مملوكي ولد في 1140 هـ الموافق 1728 م وتوفي في 25 صفر 1187 هـ الموافق 8 مايو 1773 م حكم القاهرة كشيخ البلد أيام العثمانيين.

## خلفيات تاريخية
صارت مصر ولاية عثمانية منذ أن نجح السلطان سليم الأول في القضاء على دولة المماليك ودخول القاهرة في سنة (923 هـ = 1517 م)، وتعاقب على حكم مصر منذ ذلك الحين حتى مجيء الحملة الفرنسية سنة 1798 عدد من الولاة الذين ترسلهم الدولة العثمانية لإدارة شؤون البلاد في مصر، واستمد هؤلاء هيبتهم من هيبة الدولة وقوتها، وأمسكوا بزمام الأمور في قوة وحزم، وإن مارس بعضهم كثيرا من التجاوزات في إدارته للحكم.
ولم يؤد بسط الدولة العثمانية نفوذها على مصر إلى القضاء على نفوذ المماليك، على الرغم من انقضاء دولتهم، بل على النقيض من ذلك فقد شاركوا الوالي العثماني في إدارة البلاد، لكن نفوذهم ظل شاحبا ما دامت الدولة قوية مرهوبة الجانب مسموعة الكلمة، حتى إذا ما بدأ الضعف يتسلل إليها وتنشغل بحروبها مع أعدائها بدأ نفوذ المماليك يتصاعد تدريجيا في مصر، وبدءوا يتلاعبون بالوالي العثماني كيفما شاؤوا.
وقد ساعد هذا الضعف الذي ساد الدولة في القرن (الثاني عشر الهجري= الثامن عشر الميلادي)، على ظهور عدد من زعماء المماليك الذين كانوا يتولون منصب شيخ البلد (أي حاكم) القاهرة وكان هذا المنصب أعلى المناصب التي يتقلدها المماليك البكوات، وكان لا يعتليه إلا أكثرهم عصبية وأشدهم بأسا، وأوفرهم جندا، وكان أبرزهم في هذه الفترة علي بك الكبير.

## حياته
لا تُعرف أصول علي بك الكبير على وجه الدقة واليقين، فهو مثل غيره من آلاف المماليك الذي يُشترون صغارا ويُجلبون إلى تركيا حيث يعتنقون الإسلام، ويخضعون لتربية عسكرية صارمة، ويبدأون رحلتهم في الصعود إلى النفوذ والسيطرة.
يذكر المؤرخ الأوربي ستافرو لانسبان وكان معاصرا ل’‘‘علي بك الكبير’’’ وملاصقا له، أنه ابن قسيس رومي أرثوذكسي من قرية أماسيا في الأناضول، وأنه ولد في سنة (1140 هـ = 1728 م) ثم خطفه في الثالثة عشر من عمره، وبيع في القاهرة للأمير إبراهيم كتخدا، وبدأت معه رحلة التعليم والتدريب التي يمر بها المماليك.
وفي تلك المرحلة ظهرت ملامح شخصيته وكفاءته العسكرية، فتفوق على أقرانه في ركوب الخيل، والضرب بالسيف والطعن بالرمح، واستخدام الأسلحة النارية، وهو ما جعل سيده يعتقه وهو لم يتجاوز العشرين، وولاه بعض المهام الإدارية، وأصبح كاشفا (أميرا) سنة (1163 هـ == 1749 م) وله من العمر اثنان وعشرون عاما، ولما توفي أستاذه إبراهيم كتخدا سنة (1167 هـ == 1754 م) خلفه في مناصبه.

## مشيخة البلد

شعار المماليك البايات

تطلع علي بك الكبير إلى منصب شيخ البلد، وكان شاغله هو صاحب الأحوال والقوة في مصر والحاكم الفعلي لها، ولم يكن الوصول إلى هذا المنصب سهلا ميسورا، بل كان دائما مفروشا بالصعاب والعقبات وممتلئا بالخصوم والمنافسين، فبدأ علي بك بشراء المماليك والإكثار منهم وتدريبهم على فنون الحرب والقتال، والاستعداد للساعة الحاسمة التي يفوز فيها بالمنصب الكبير، وجاءت هذه الساعة في سنة (1177 هـ = 1763 م)، حيث اعتلى كرسي مشيخة البلد بالقاهرة، لكنه لم ينجح في الاحتفاظ بمنصبه وأجبره خصومه على الفرار من القاهرة إلى الصعيد تارة وإلى الحجاز تارة وإلى الشام تارة أخرى.
ولم يثنه ذلك عن التطلع إلى منصب شيخ البلد مرة ثانية، فلم يقعد به اليأس عن العمل أو يشله عن التفكير، حتى استطاع العودة إلى منصبه الأثير سنة (1181 هـ = 1767 م) وهو أعظم قوة وأكثر عددا، ولما استتب له الأمر التفت إلى من بقي من خصومه فصادر أموالهم وقتل بعضهم أو نفاهم حتى خلا له الجو وبسط سيطرته على البلاد، ولم يسلم من هذه الإجراءات من قدموا له العون والمساعدة فبطش ببعضهم ونفاهم إلى خارج البلاد.
اتسمت إجراءات علي بك الكبير مع خصومه بالقسوة حتى وصفه الجبرتي بأنه هو الذي ابتدع المصادرات وسلب الأموال من مبدأ ظهوره، واقتدى به غيره، وكان أداته في هذا الشأن عدد من أتباعه أشهرهم محمد بك أبو الدهب وأحمد الجزار ومراد بك وإبراهيم بك .

## قائم مقام مصر
استغل علي بك الكبير فرصة انشغال الدولة العثمانية في حربها مع روسيا، ولم تكن نتائجها في صالح العثمانيين الذين منوا بخسائر فادحة، فاستصدر أمرا من الديوان بعزل الوالي العثماني، وتولى هو منصب القائمقام بدلاً من الوالي المخلوع، وذلك في (غرة شعبان 1182 هـ = 11 من ديسمبر 1768 م).
وأتبع ذلك بمنعه قدوم الولاة الأتراك إلى القاهرة، فلم ترسل الدولة أحدا منهم على مدى أربع سنوات، كما أوقف إرسال الأموال المقررة سنويا على مصر إلى الدولة العثمانية ابتداء من سنة (1182 هـ = 1768 م).
وفي أثناء ذلك نجح في أن يسيطر على أحوال مصر، في الوجهين البحري والقبلي، وأن يقضي على الفتن هناك ويضرب بيد من حديد على الخارجين عليه في الشرقية والقليوبية والبحيرة، ثم قضى على نفوذ شيخ العرب همام بن يوسف الهواري زعيم الصعيد، وكان يلجأ إليه كثير من منافسي علي بك الكبير طالبين حمايته وإمدادهم بالمال والسلاح، ولم يلبث أن توفي شيخ العرب همام وزالت دولته من بلاد الصعيد كأن لم تكن، وخلصت مصر بوجهيها البحري والقبلي لعلي بك وأتباعه.

## ضم بلاد اليمن والشام
لم يكتف علي بك الكبير بأن بسط نفوذه وسلطانه على مصر، فرنا ببصره إلى خارجها وتطلع إلى ضم الحجاز لتأمين الحج للمصريين والمغاربة والشوام، وإحياء تجارة مصر مع الهند بالاستيلاء على ميناء جدة التجاري ذي الشهرة الواسعة، وجعله مستودعا وسطا لتجارة الهند والشرق الأقصى، فيعيد بذلك الثروة والغنى التي فقدتها مصر من جراء تحول تجارة الشرق إلى طريق الرجاء الصالح.
وانتهز علي بك فرصة النزاع الذي دار بين اثنين من أشراف الحجاز حول الحكم، فتدخل لصالح أحدهما وأرسل حملة عسكرية يقودها محمد بك أبو الدهب في (صفر 1184 هـ = يونيو 1770 م) إلى هناك فنجحت في مهمتها، ونودي ب’‘‘علي بك الكبير’’’ في الحرمين الشريفين سلطان مصر وخاقان البحرين، وذكر اسمه ولقبه على منابر المساجد في الحجاز كلها.
وقد شجع نجاح حملة الحجاز علي بك الكبير على أن يتطلع إلى إرسال حملة إلى بلاد الشام منتهزا سوء أحوالها وتعدد طوائفها، واستنجاد صديقه والي عكا ظاهر العمر به الذي نجح في أن يمد نفوذه في جنوب سوريا، وكان هو الآخر يسعى إلى الاستقلال عن الدولة العثمانية.
وقبل أن يمضي علي بك في حملته على الشام اتصل بروسيا أعدى أعداء الدولة العثمانية، وعرض عليها أن يعقد معها معاهدة تحالف وصداقة، وأن تزوده بالأسلحة والعسكريين المدربين، وأن يكون الأسطول الروسي حاميا للشواطئ المصرية ضد أية محاولات هجومية من قبل الدولة العثمانية.
وتمت هذه الاتصالات مع قائد الأسطول الروسي الذي كان مرابطا في البحر المتوسط، وقد رد القائد الروسي على هذه الطلبات التي طرحها علي بك ردا جميلا، ووعده بأنه سوف يرجع إلى حكومته وإلى الإمبراطورة كاترين بشأنها.
ولم يكد محمد أبو الدهب يعود بحملته الظافرة من الحجاز حتى سيره علي بك، على رأس جيش كبير يتألف من أكثر من أربعين ألف جندي ليزحف على الشام، وكان السبب الذي أعلنه علي بك من وراء حملته على الشام هو إيواء عثمان العظم والي الشام (دمشق) لخصوم علي بك وأعدائه وإعدادهم للإغارة على مصر، وأن هذا الوالي يسيء الحكم في دمشق مما جعل السوريين يتذمرون من حكمه.
وقد كلفت هذه الحملة الخزانة المصرية أعباء مالية ضخمة، تحمل تكاليفها الشعب المصري الذي فرضت عليه ضرائب باهظة أثقلت كاهله، وأطلقت صرخاته المكتومة وأناته الحبيسة لتحقيق رغبات جامحة لولاة طامحين في بناء مجد زائف.
وتمكن محمد أبو الدهب من تحقيق انتصارات هائلة، فاستولى على غزة والرملة، ولما اقتربت قواته من بيت المقدس خرج إليه حاكمها وقضاتها وأعيانها ورحبوا بقدوم الحملة المصرية فدخلتها دون قتال، واستسلمت يافا بعد حصار دام شهرين، ثم انضمت قوات الشيخ ضاهر إلى القوات المصرية ففتحوا صيدا، ولم يبق أمامهم سوى دمشق، والتقى الجيشان الحليفان بالجيش العثماني الذي لم يستطع المواجهة والصمود ولقي هزيمة كبيرة، ودخل محمد أبو الدهب دمشق في (22 من صفر 1185 هـ = 6 من يونيو 1771 م).

## انقلاب أبو الذهب
وفي الوقت الذي كان فيه علي بك الكبير يحتفل بهذا النصر الكبير، وتزينت القاهرة لهذه المناسبة أحسن زينة، كان محمد أبو الدهب يتوقف عن الزحف ويستعد للرجوع إلى القاهرة، و كان السبب وراء هذا التحول المفاجئ هو انحيازه للسلطان العثماني.
لكن يجب أن ندرك أنه في هذه الأثناء استصدر السلطان العثماني فتوى من قاضي القضاة والمفتي الأعظم باعتبار علي بك ورجاله وحلفائه وأنصاره بغاة خارجين على الدولة يجب قتلهم أينما وجدوا، وزاد من تأثير هذه الفتوى اتصال علي بك الكبير بروسيا، وهي دولة مسيحية في حالة حرب مع دولة الخلافة العثمانية.
وعلى أية حال فقد عاد أبو الدهب سريعا إلى مصر، وسحب في طريق عودته جميع الحاميات التي كان قد أقامها في البلاد المفتوحة، وبدأ يحارب سيده، ولا يلتزم بقراراته، وتأكد علي بك من عدم ولاء أبي الدهب له بعد رفضه عدم العودة إلى فلسطين، وعجز عن اتخاذ قرار صارم ضد تابعه الذي خرج عليه، ولم يعد هناك مفر من الصدام بين الرجلين، وانتهت الغلبة فيه لأبي الدهب، واضطر علي بك الكبير إلى مغادرة القاهرة والالتجاء إلى صديقه ظاهر العمر ومعه ثروته الضخمة وسبعة آلاف من فرسانه ومشاته، وبدأ في تنظيم قواته والاتصال بقائد الأسطول الروسي الذي راح يمنيه بقرب وصول المساعدات، لكن هذه الوعود تمخضت عن ثلاثة مدافع وبضعة ضباط وعدد من البنادق.
تعجل علي بك العودة إلى مصر على غير رغبة ظاهر العمر، الذي نصحه بالتريث والتمهل، حتى إذا وصل إلى الصالحية بالشرقية، التقى بجيش أبي الدهب في (15 من صفر 1187 هـ == 26 أبريل 1773 م) في معركة كان النصر فيها حليف الأخير، وأصيب علي بك في هذه المعركة بجراح، ونقل إلى القاهرة، حيث قدم له مملوكه أبو الدهب الرعاية الطبية، لكن ذلك لم يغنِ عن الأمر شيئًا فلقي ربه في (25 صفر 1187 هـ == 8 من مايو 1773 م).

## علي بك في الميزان
وصف المؤرخون علي بك الكبير بأنه كان شديد المراس عظيم الهمة، قوي الشكيمة لا يميل إلى الهزل ولا إلى المزاح، معتدا بنفسه يطالع كتب التاريخ، وأنه سلك في بداية أمره مع خصومه سياسة عنيفة لا تعرف الرحمة والشفقة، لكنه بعد أن استتب له الأمر في البلاد جعل من مصر بلدا آمنا ينعم بالرخاء والسلام.
وقد أشاد الجبرتي بإصلاحات علي بك وإنشاءاته وعمائره، حيث أصلح قلاع الإسكندرية ودمياط وزاد في تحصينها، وجدد مسجد السيد البدوي، وأقام على ضريحه قبة عظيمة ومنارتين كبيرتين، وغير ذلك من شؤون العمارة التي لا تزال شاهدة على جهوده في هذا الميدان.
ويرى بعض المؤرخين أن علي بك الكبير لم يكن يسعى إلى فصل مصر عن الدولة العثمانية، وأنه كان حريصا على إظهار الطاعة للسلطان، وأن تكون تحركاته بفرمانات سلطانية، كما حرص على استمرار الخطبة للسلطان العثماني باعتباره سلطان بلاد المسلمين بما فيها مصر، ولعله كان يستهدف بحركته أن تكون له مقاليد الأمور في مصر تحت مظلة الدولة العثماني.